# Lexias pardalis
Lexias pardalis és una espècie de lepidòpter ditrisi de la família dels nimfàlids (Nymphalidae), subfamília Limenitidinae que es troba al sud-est d'Àsia.

## Subespècies
S'inclou les següents subespècies:
- L. p. pardalis (Hainan)
- L. p. jadeitina (Fruhstorfer, 1913) (nord-est de l'Índia, Cambodja i Burma; nord de Tailàndia; sud de Yunnan).
- L. p. eleanor (Fruhstorfer, 1898) (sud de la Xina, Laos i el Vietnam).
- L. p. nephritica (Fruhstorfer, 1913) (Sumatra).
- L. p. nasiensis Tsukada, 1991 (illa de Nias).
- L. p. gigantea (Fruhstorfer, 1898) (illa de Nias).
- L. p. pallidulus Tsukada, 1991 (illa de Musala).
- L. p. dirteana (Corbet, 1941) (Singapur).
- L. p. ritsemae (Fruhstorfer, 1906) (illa de Bangka).
- L. p. silawa (Fruhstorfer, 1913) (illa de Belitung).
- L. p. nigricans Hanafusa, 1989 (illes Karimata).
- L. p. borneensis Tsukada, 1991 (Borneo, illes Natuna i illa Laut).
- L. p. cavarna (Fruhstorfer, 1913) (Filipines i illa Balabac).
- L. p. tethys Tsukada, 1991 (Filipines i Palawan).
- L. p. ellora (Fruhstorfer, 1898) (Filipines i Mindoro).
- L. p. saifuli Hanafusa, 1992.

## Distribució
Aquesta espècie es pot trobar a la zona indomalaia.

## Hàbitat
Lexias pardalis prefereix els camins, les clarianes i les vores dels boscos primaris, i es poden observar fàcilment en zones assolellades de al sòl del bosc.

## Descripció
Lexias pardalis té una envergadura alar que arriba als 80-90 mil·límetres. Aquesta espècie presenta un fort dimorfisme sexual, amb un patró i un color molt diferents. La part superior de les ales del mascle és de color negre amb brillants marges de color blau verdós, sobretot en les posteriors. Els costats de les ales críptiques de les femelles més grans són de color marró fosc amb diverses fileres de taques grogues, un patró de color verd pàl·lid a les ales inferiors. El patró de les taques grogues de l'ala continua a través del tòrax i l'abdomen.

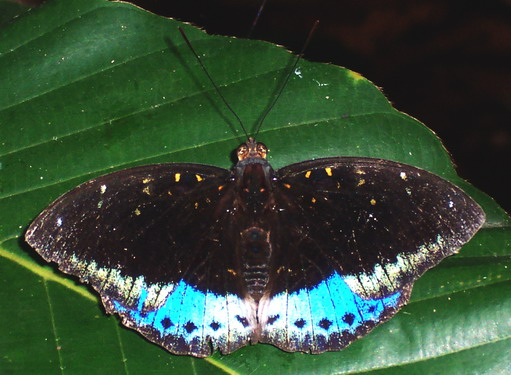
Mascle
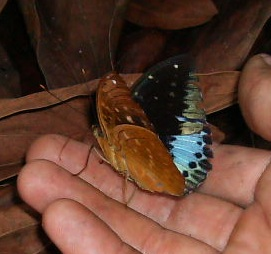
Mascle (part ventral)
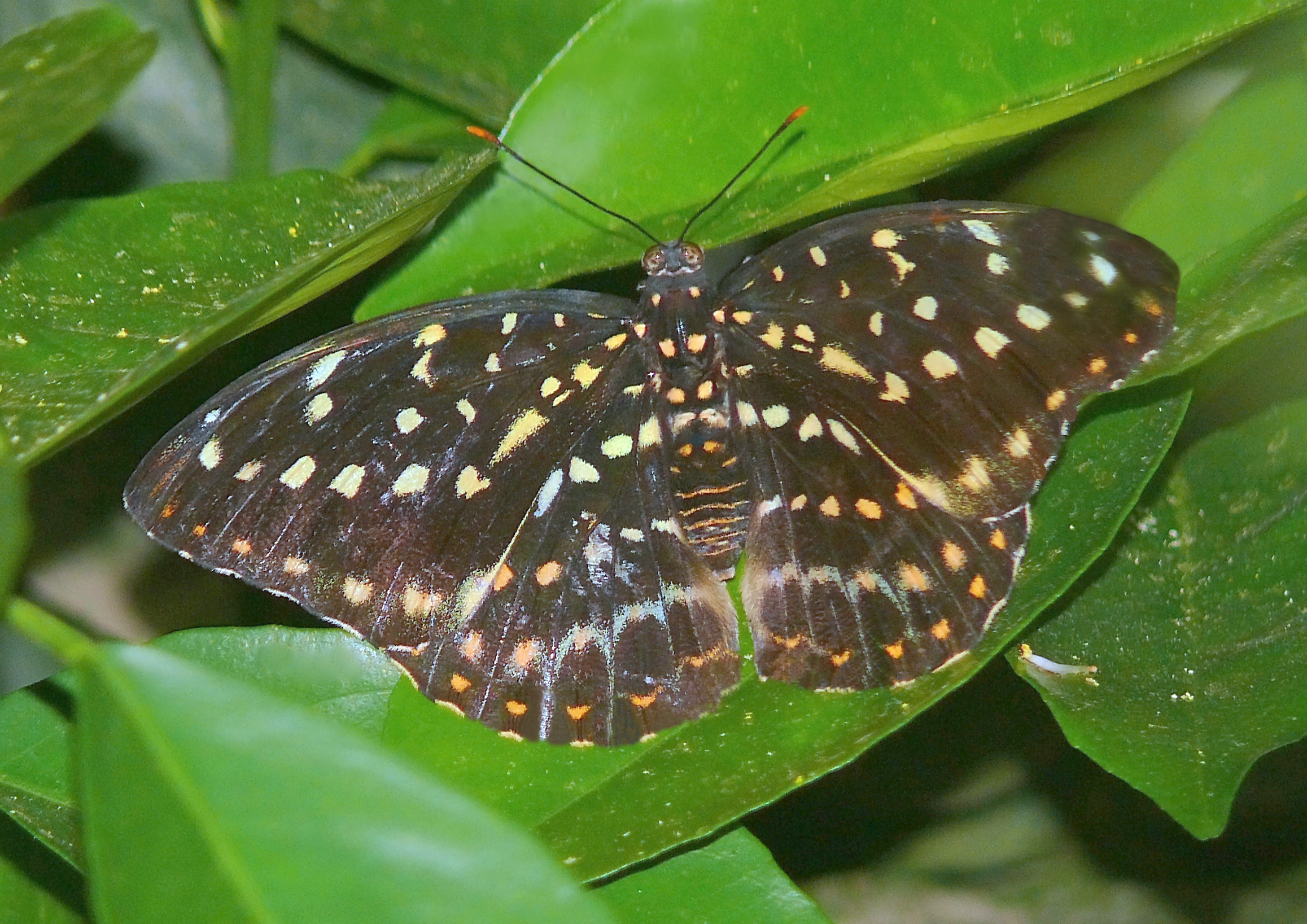
Femella
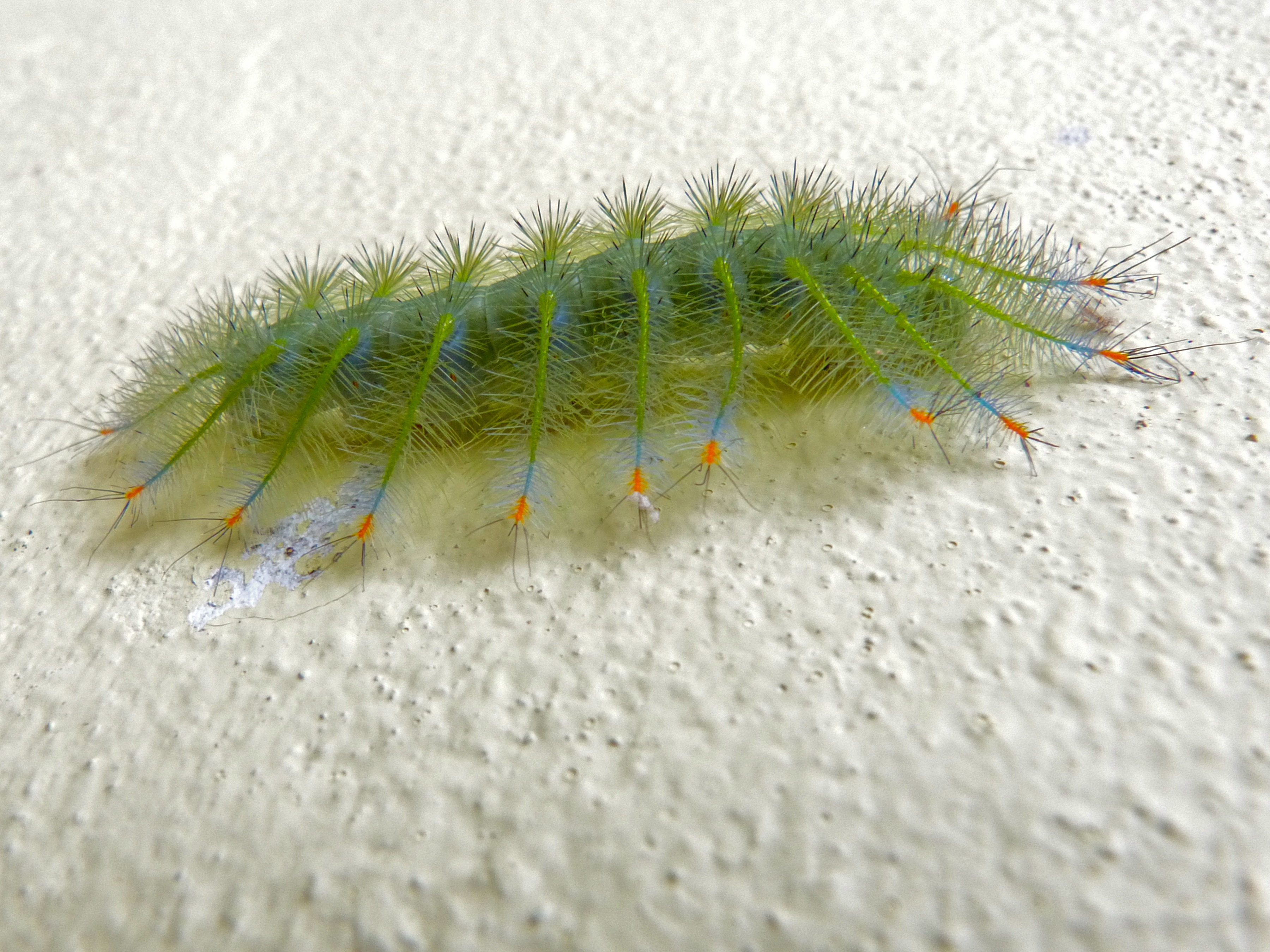
Eruga

La part ventral dels mascles és de color marronós amb taques blanquinoses, mentre que en la femella les anteriors són de color marró fosc i les posteriors de color verd blavós pàl·lid, amb taques blanquinoses a les dues ales. Les porcions apicals de les antenes són de color groc ataronjat en ambdós sexes, mentre que en les espècies molt similars com la Lexias dirtea són negres.

## Biologia
Les erugues s'alimenten de Cratoxylum formosum i Cratoxylum cochinchinense, mentre que els adults s'alimenten principalment de fruites podrides, sobretot del gènere Garcinia, però també del nèctar de les flors. Les erugues dels darrers estadis són de color verd pàl·lid i tenen moltes espines que es desprenen del cos. També la crisàlide és de color verd pàl·lid.